# Шоссе 10 (Израиль)
Шоссе 10 (ивр. כביש 10‎ , англ. Highway 10) — одно из самых длинных израильских шоссе, длиной 182 км, протянувшееся вдоль почти всей границы Израиля с Египтом, от сектора Газа на севере до перекрёстка Саярим на юге.
Шоссе было заложено в первую половину восьмидесятых годов для завершения вывода израильских войск с Синайского полуострова и на севере доходило до берега Средиземного моря. Шоссе идёт параллельно государственной границе с Египтом. Шоссе позволяет наблюдать за всей шириной Синайского полуострова и за центральными горами Негева.
Часть шоссе закрыто по соображениям безопасности и открывается лишь на праздники. 

## Перекрёсткииразвязки
| Километр | Название                                     | Тип | Расположение    | Пересечение дорог     |
| -------- | -------------------------------------------- | --- | --------------- | --------------------- |
| 0        | ивр. צומת סיירים‎ (Перекрёсток Саярим)        |     | Долина Саярим   | Шоссе 12              |
| 97       | ивр. צומת הר חריף‎ (Перекрёсток Хар Хариф)    |     | Хар Хариф       | Шоссе 171             |
| 147      | ивр. צומת מבוא חורב‎ (Перекрёсток Мево Хорев) |     | Ницана          | Шоссе 211             |
| 149      | ивр. צומת ללא שם‎ (Перекрёсток без имени)     |     | Ницаней Синай   | Въезд в Ницаней Синай |
| 182      | ивр. מחלף כרם שלום‎ (Перекрёсток Керем Шалом) |     | КПП Керем Шалом | Шоссе 232             |